# Macon Blair
Pour les articles homonymes, voir Blair.
Macon Blair, né en 1974 à Alexandria, est un acteur américain.

## Biographie
Sa performance dans le rôle principal du film Blue Ruin, de Jeremy Saulnier, fut remarquée,,,,,.
Il est également scénariste (The Monkey's Paw (en), en 2013).

## Filmographie
Sauf mention contraire, les informations proviennent d'Allôciné

### Comme acteur
- 2008 : New York, unité spéciale : Conner Robb (Saison 9, épisode 12)
- 2012 : Hellbenders (en) de  J. T. Petty : Macon
- 2013 : Blue Ruin de Jeremy Saulnier : Dwight
- 2015 : Green Room de Jeremy Saulnier : Gabe
- 2016 : Gold de Stephen Gaghan : Connie Wright
- 2017 : The Florida Project de Sean Baker : John
- 2017 : I Don't Feel at Home in This World Anymore de lui-même : le client du bar
- 2017 : Small Crimes de Evan Katz : Scotty Caldwell
- 2017 : Logan Lucky de Steven Soderbergh : agent spécial Brad Noonan
- 2018 : Aucun homme ni dieu (Hold the Dark) de Jeremy Saulnier
- 2019 : Swamp Thing (série TV) : Phantom Stranger
- 2020 : The Hunt de Craig Zobel : Envoy
- 2020 : I Care a Lot de J Blakeson : Feldstrom
- 2021 : Reservation Dogs : Rob
- 2022 : The Toxic Avenger de lui-même : Dennis
- 2023 : Oppenheimer de Christopher Nolan :  Lloyd K. Garrison

### Comme scénariste
- 2013 : The Monkey's Paw (en) de Brett Simmons
- 2017 : I Don't Feel at Home in This World Anymore de lui-même
- 2017 : Furniss de Kyle Killen (en) et lui-même
- 2018 : Aucun homme ni dieu (Hold the Dark) de Jeremy Saulnier
- 2023 : The Toxic Avenger de lui-même
- 2024 : Brothers de Max Barbakow

### Comme réalisateur
- 2017 : I Don't Feel at Home in This World Anymore
- 2022 : The Toxic Avenger de Lui-même